# Сіленков Борис Віталійович
Бори́с Віта́лійович Сіле́нков (* 7 листопада 1960, Сміла, Черкаська область) — український політик. Голова Херсонської обласної державної адміністрації (2005—2010).

## Життєпис
Народився в сім'ї робітників.
1978 року закінчив місцеву середню школу № 3.
Строкову службу у Збройних Силах проходив у особливому батальйоні імені Дзержинського у місті Москва.
1984 року закінчив економічний факультет Одеського інституту народного господарства за спеціальністю «Фінанси та кредит».
Після випуску працював у Херсонському облфінуправлінні економістом, старшим економістом, виконавцем обов'язків начальника відділу.
1990 року призначений завідувачем Новокаховського міського фінансового відділу.
З 1990 по 1994 рр. був членом виконкому Новокаховської міської ради.
З жовтня 1994 року — заступник головного бухгалтера Херсонської філії банку «Відродження», а вже наступного року очолив Новокаховську філію банку «Аваль».
З серпня 1996 року — заступник голови Херсонської облдержадміністрації.
В серпні 1998 року став головою правління, генеральним директором СП «ТЕР Холдинг Комп., Україна» АР Крим у м. Сімферополі.
2001 року закінчив аспірантуру в Херсонському державному технічному університеті за спеціальністю економіст-фінансист.
31 березня 2002 року обраний Новокаховським міським головою.
З 4 лютого 2005 року по 2 березня 2010 року голова Херсонської обласної державної адміністрації.